# Montbéliard
Montbéliard (Monbyai en franc-comtès) és un municipi francès, situat al departament de Doubs i a la regió del Borgonya-Franc Comtat.
Es troba al nord-est del Franc Comtat, a menys de vint quilòmetres de Suïssa, a les portes de la serralada del Jura. Montbéliard i la seva regió circumdant, le Pays de Montbéliard, no es van unir a França fins al 1793.
La ciutat és coneguda pel seu mercat de Nadal, així com també pel seu patrimoni agrícola i culinari, en particular la vaca Montbéliarde i la salsitxa de Montbéliard. El país de Montbéliard és també el bressol dels automòbils Peugeot.

## Geografia
La ciutat de Belfort es troba vint quilòmetres al nord i comparteix una sèrie d'inversions amb Montbéliard, en particular una estació de TGV a Meroux, un hospital (l'hospital del Nord Franc-Comtat de Trévenans) i una universitat (Université de technologie de Belfort-Montbéliard, a Sevenans). Mülhausen es troba a 62 km a l'est i Besançon a 81 km a l'oest. La frontera amb Suïssa és a només 18 km (entre Delle i Boncourt). La ciutat suïssa més propera és Porrentruy, a 30 km de Montbéliard. Basilea es troba a 70 km a l'est en línia recta, però s'hi pot accedir més ràpidament per autopista via Mulhouse recorrent una distància de més de 90 km.
Montbéliard es troba a la trouée de Belfort (un llindar situat entre els Vosges i el Jura, que uneix la conca del Rin i la conca del Roine, Alsàcia i el Franc Comtat, i que té un paisatge lleugerament muntanyós per la proximitat del massís del Jura. En particular, el castell local està construït sobre un esperó rocallós.
La ciutat és banyada pels rius Allan i Lizaine. Fora del territori municipal, el Doubs flueix al sud, el Rupt a l'oest i el Savoureuse a l'est.
La regió de Montbéliard té un clima semicontinental. L'hivern és fred i porta neu de gruix variable, de 5 a 40 cm. A l'estiu, les temperatures arriben fins als 40 °C.

## Transports

Traçat de l'EV6

L'estació de Montbéliard es troba a la línia de l'estació de Dole-Ville a Belfort, i té connexions freqüents amb Belfort i Besançon-Viotte. La línia d'alta velocitat Rin-Roine passa al nord de la ciutat, amb una parada situada a 10 km de Montbéliard: l'estació de Belfort–Montbéliard TGV.
Montbéliard comunica amb l'autopista A36 sobrenomenada «La Comtoise»: la sortida 8 va directament a la ciutat. Montbéliard també està connectat amb les carreteres departamentals 34, 37, 390 i 438.
L'EuroVelo 6 o EV6 és una ruta per realitzar en bicicleta de tipus EuroVelo que travessa Montbéliard connectant Saint-Nazaire amb Constança. De 3.653 km de llarg, travessa Europa d'oest a est, des de l'oceà Atlàntic fins al mar Negre, passant per deu països. Segueix la ruta de tres dels rius europeus més grans: el Loira, el Rin i el Danubi.

## Història
Del 1042 al 1793, la ciutat va formar part del Sacre Imperi Romanogermànic i va constituir el cor del comtat i després del principat de Montbéliard (Grafschaft Mömpelgard) fundat per l'emperador Enric III del Sacre Imperi Romanogermànic. Del 1407 al 1793 va pertànyer als comtes de Württemberg, sense deixar de ser francòfon, encara que de vegades una cort germànica ocupés el castell.
Al segle xvi, Montbéliard es va adherir a la Reforma protestant, com la República de Mulhouse i les ciutats suïsses. En temps el príncep de Württemberg, essent luterà i en virtut de les regles marcades per la pau d'Augsburg, Montbéliard va adoptar, volens nolens, el luteranisme com a religió d'estat, i va ser l'única ciutat francòfona en fer-ho.
El principat va ser annexat per França el 1793. Montbéliard va canviar llavors diverses vegades de departament. La ciutat va formar part primer de l'Alt Saona i, després l'any 1797, del departament de Mont-Terrible, abans de ser unida a Alsàcia l'any 1800 per la seva integració al departament de l'Alt Rin. Les pèrdues territorials de 1815 comportaren el seu incorporació definitiva al departament del Doubs l'any 1816.
Després d'estar incorporat a la França, Montbéliard va experimentar un ràpid desenvolupament econòmic i industrial:
- Peugeot: dinastia industrial francesa, vinculada primer al grup PSA i després al grup automobilístic Stellantis
- Els Japy: dinastia industrial francesa originada de Beaucourt al Territori de Belfort que va marcar el panorama industrial francès per l'aportació de nombroses innovacions, en particular en el camp de la rellotgeria, les màquines d'escriure i les bombes, però també en l'organització del treball i de la vida social dels obrers al segle XIX.

Montbéliard resta marcada fins avui per la indústria de l'automòbil (fàbrica de Stellantis a Sochaux i els seus diferents proveïdors).

## Cultura
El moviment d'agermanament franco-alemany neix després de la Segona Guerra Mundial. La ciutat de Montbéliard va ser la primera ciutat a desenvolupar una associació amb una ciutat alemanya. Va ser l'any 1950 que l'alcalde de Montbéliard, Lucien Tharradin, antic resistent i supervivent del camp de concentració de Buchenwald, va posar les primeres bases per a un agermanament amb Ludwigsburg a Baden-Württemberg. En alemany, Montbéliard s'anomena Mömpelgard o Mümpelgart. Aquest primer agermanament franco-alemany, formalitzat l'any 1962, cinc anys després de la mort de Lucien Tharradin, conserva un important valor simbòlic. Montbéliard també età agermanat amb la ciutat estatunidenca de Greensboro.
La ciutat és coneguda gràcies al seu club de futbol: el FC Sochaux-Montbéliard. El club va ser fundat el 1928 i va passar 66 temporades a la Ligue 1. El club juga en 2021/2022 la seva vuitena temporada consecutiva a la Ligue 2.
Montbéliard és una ciutat històricament protestant (luterana). El temple de Saint-Martin és el temple protestant més antic en activitat a França. Entre les nombroses comunitats protestants actives al Pays de Montbéliard, cal destacar la presència mennonita des del segle xviii, lligada a la protecció del duc de Württemberg arran de la petició d'expulsió de tots els mennonites d'Alsàcia pel canceller Voysin de La Noiraye (sota el regnat de Lluís XIV). El culte catòlic es dinamitza a través de la parròquia de Sant Pau, que aplega les antigues parròquies de la ciutat.

## Gastronomia
- Salsitxa de Montbéliard, sovint servit en potée (bullit compost de carn de porc o de bou i llegums) o amb un plat de llenties. La salsitxa de Montbéliard s'utilitza en l'elaboració de la xucrut d'Alsàcia. També es pot servir amb cancoillotte calenta i roësti.

- El petit salé aux lentilles: carn de porc conservada en sal cuita en aigua amb llenties.
- El tutsché o pastís festiu: massa dolça de brioix coberta de goumeau (barreja de nata, ou i sucre) o de sucre.
- Fritura de carpa, una tradició compartida amb el territori de Belfort i Sundgau: carpa fregida amb patates fregides i amanida verda.

La ciutat va donar nom a una raça de vaca lletera, la Montbéliarde. Presentada per primera vegada l'any 1872, la raça va ser reconeguda oficialment l'any 1889. Abans de la guerra de 1870, la vaca s'anomenava l'Alsacienne, i no es venia al mercat francès perquè portava el nom d'una província perduda annexada a Alemanya. Els pastors anabaptistes de l'època van recordar que els seus avantpassats van ser ben rebuts pel príncep Leopold-Eberhard de Württemberg durant el seu èxode del segle xviii. Així, després de la guerra, reanomenaren la Montbéliarde.
També cal esmentar la patata, destinada al bestiar però que era consumida per la població de la contrada, a causa de la fam. Aquest tubercle va ser introduït al segle XVI per Jean Bauhin i el seu germà Gaspard Bauhin a la regió de Montbéliard, un segle abans que Antoine Parmentier la «descobrís» el 1771.

## Personatges il·lustres

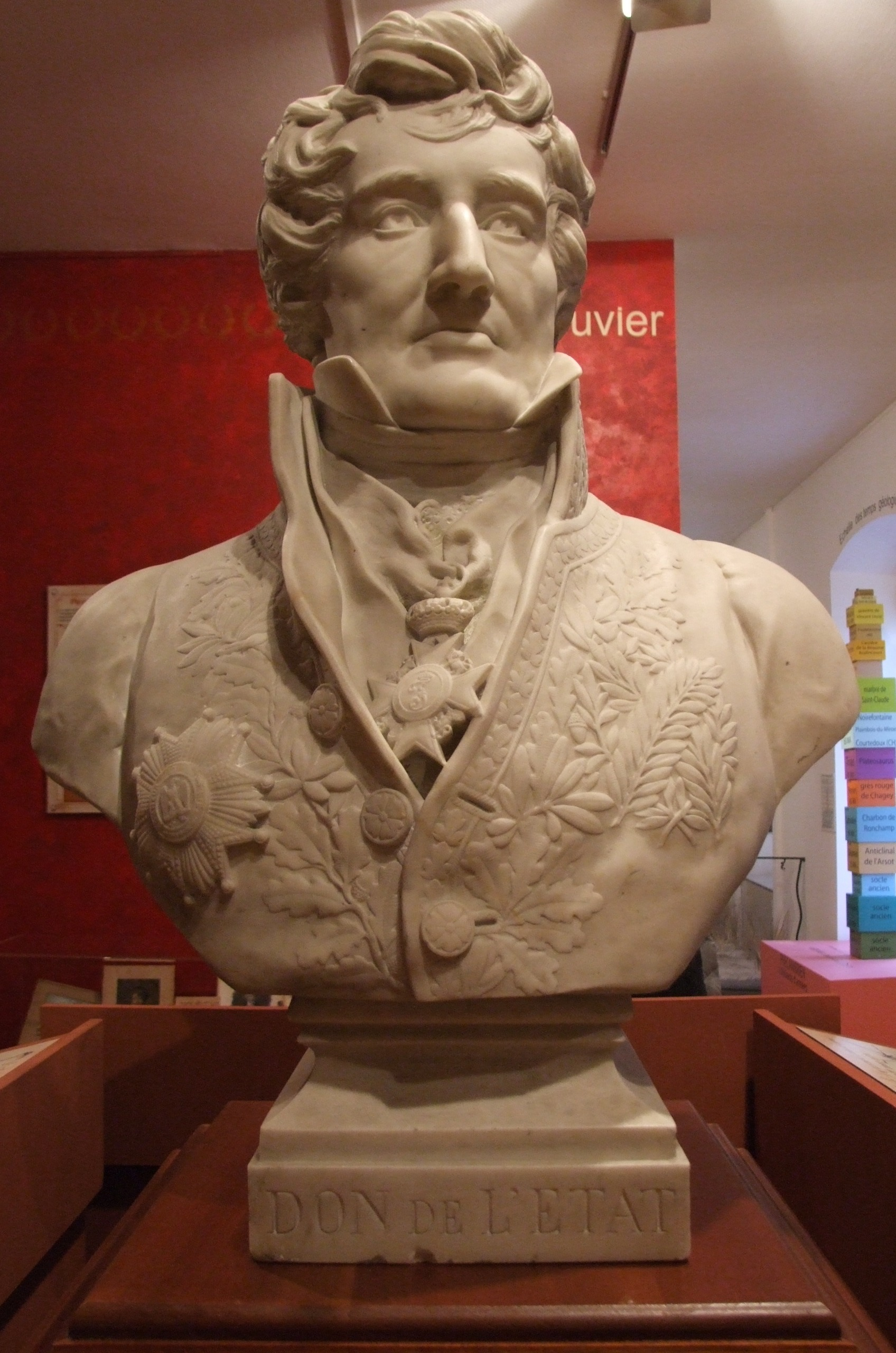
Georges Cuvier al Museu Cuvier del castell de Montbéliard

- Frederic I de Württemberg (1557-1608), duc de Württemberg i comte de Montbéliard.
- Sofia de Württemberg (1759-1828), esposa del tsar Pau I de Rússia (1776) i mare dels tsars Nicolau I i Alexandre I.
- Guillaume Farel (1489-1565), primer predicador de la reforma protestant a Montbéliard.

- Gaspard Bauhin (1560-1624), germà de Jean Bauhin, naturalista, realitzà una classificació natural de les plantes.
- Georges Cuvier (1769-1832), naturalista i paleontòleg.
- Frédéric Cuvier (1773-1838), germà de Georges Cuvier, zoòleg i físic.
- Lucien Quélet (1832-1899), naturalista i micòleg.
- René Thom (1923 - 2002), matemàtic de la teoria de les catàstrofes. Va rebre la medalla Fields el 1958.
- Jean Duvernoy (1916-2010), medievalista i traductor.
- Frédéric Duvernoy (1765-1838), germà de Charles Duvernoy, intèrpret de tompa, compositor i pedagog.
- Francis Lopez (1916-1995), compositor.
- Frank Darabont (1959), director de cinema.